# Paco Ayala
Juan Francisco Ayala, más conocido como Paco Ayala (Ciudad de México, 21 de mayo de 1972) es un músico mexicano, más conocido por ser el bajista y vocalista de la banda de rock mexicano Molotov. Tiene diversos éxitos en su carrera musical. No acabó la escuela y empezó a componer música.

## Biografía
Paco Ayala empezó su carrera a muy temprana edad participando en grupos infantiles hasta que cumplió 11 años y entonces decidió ser músico. En los 90 tocó con bandas y artistas como Raxas, Kenny y Los Eléctricos, Thalía, Perro Bomba, César Costa, entre otras.
En 1995 se efectuó el 1.er concurso nacional de rock organizado por Coca Cola donde Ayala junto con su banda “Perro Bomba” quedó en 5.º lugar, mismo donde Molotov ganó el 1.er puesto.
Finalmente se integró a Molotov en febrero de 1996. Fue el último en unirse a la agrupación como cuarto vocalista.
Es el bajista y toca batería y guitarra en algunas de las canciones. Sin embargo dice que sabe tocar la guitarra, la batería, el bajo y el acordeón, él y el baterista de la banda se intercambian en varios temas.
Compone y canta en todos los discos y ha sido autor de canciones como Ñero, Polkas palabras, Parásito, Changüich a la chichona, etc. 
En 2007 publicó un EP como solista (como parte de la FALSA separación del grupo) llamado El Plan de Ayala EP, donde es único autor y muestra su habilidad para componer y se notan sus influencias en el disco. En el disco salen cuatro canciones: Déjate algo (sencillo competidor en la Molobatalla), Bien, Fiel por feo FXF y No me moleste nadie.
Es productor y dentro de las producciones que ha realizado están las bandas: Raxas, Dirty Lobo, Bengala, Wapo, Víctimas Del Dr. Cerebro, De Nalgas, Prisma.
Junto con Molotov ha sido reconocido con los máximos premios que la música otorga como:
- Grammy Latinos (5)

- MTV latino y USA (7)

- Premio Amigo España (1)

- Gaviota de Oro y Plata en Viña del Mar (Chile) (4)

Sus influencias musicales van desde el rock clásico, el funk, el jazz, el metal y el punk.